# Wieża ciśnień w Nowym Stawie
Wieża ciśnień w Nowym Stawie – wieża wodna znajdująca się w Nowym Stawie przy ulicy Sportowej.
Wieża jest murowana, zbudowana z cegieł na planie koła i ma wysokość 36,35 metra. Zbiornik na wodę metalowy, nitowany, o pojemności 150 m³.

## Historia
Budowę miejskich wodociągów w Nowym Stawie rozpoczęto w 1914 roku, a sam projekt wieży ciśnień został zatwierdzony 19 lipca 1914 r. Budowę wieży zakończono dopiero po I wojnie światowej, w 1921 roku. Wieża pełniła swoją funkcję do 1965 r., do czasu wybudowania Centralnego Wodociągu Żuławskiego i uruchomienia nowej stacji wodociągowej.
Wieża ciśnień wraz z przylegającym budynkiem stacji pomp została wpisana do rejestru zabytków w 1994 r.